# Fimbristylis uliginosa
Fimbristylis uliginosa är en halvgräsart som beskrevs av Ferdinand von Hochstetter och Ernst Gottlieb von Steudel. Fimbristylis uliginosa ingår i släktet Fimbristylis och familjen halvgräs. Inga underarter finns listade i Catalogue of Life.